# Fadet de la mélique
Coenonympha glycerion
Espèce
Le Fadet de la mélique, Iphis ou  Semi-Procris (Coenonympha glycerion) est une espèce de lépidoptères (papillons) appartenant à la famille des Nymphalidae, à la sous-famille des Satyrinae et au genre Coenonympha.

## Dénomination
Coenonympha glycerion a été nommé par Moritz Balthasar Borkhausen en 1788.
Synonymes : Papilio glycerion Borkhausen, 1788; Papilio iphis Denis et Shiffermüller, 1775; Coenonympha iphis var. anaxagoras Assmus, 1857; Papilio tiphon Esper, 1777; Coenonympha iphioides Staudinger, 1870,.

### Noms vernaculaires
Le Fadet de la mélique, Iphis ou  Semi-Procris se nomme Chestnut Heath en anglais et Rostbraunes Wiesenvögelchen en allemand,.

### Sous-espèces
- Coenonympha glycerion alta (Sheljuzhko, 1937) au Caucase.
- Coenonympha glycerion iphicles (Staudinger, 1892)
- Coenonympha glycerion iphina (Staudinger, 1892)
- Coenonympha glycerion korshunovi (Nekrutenko, 1978) en Crimée.
- Coenonympha glycerion wutaica (Murayama)[1].

Le Fadet castillan, Coenonympha iphioides Staudinger, 1870; présent en Espagne, est considéré comme une semi-espèce ou comme une espèce distincte.

## Description
Le Fadet de la mélique est un petit papillon au dessus de couleur orangée très suffusé de marron aux postérieures et aussi aux antérieures chez le mâle.
Le revers des mêmes couleurs est marqué d'une bande antémarginale orange présente aussi dans l'angle anal. Aux antérieures la marge est grisâtre, aux postérieures les taches blanches en e1 et e4 et la ligne submarginale d'ocelles pupillés et cernés de blanc identiques entre eux sont caractéristiques.

## Biologie

### Période de vol et hivernation
Il vole en une seule génération, de début juin à fin août.

### Plantes hôtes
Ses plantes hôtes sont diverses poacées (graminées) : Brachypodium sylvaticum, Bromus erectus, Bromus hordeaceus, Deschampsia caespitosa, Poa, Melica, Cynosurus,.

## Écologie et distribution
Il est présent du centre de l'Europe jusqu'au Japon.
En Europe il est présent sous forme d'isolats en Espagne, Belgique, France, Italie et Grèce, puis dans l'ensemble de l'Europe centrale à partir de l'est de la France et de l'Allemagne.
En France métropolitaine il est présent dans les départements de la région nord-est de l'Aisne au Haut-Rhin et à la Nièvre, puis dans les départements des Alpes de l'Ain à la   Drôme et de la Haute-Savoie aux Alpes-Maritimes ainsi que dans les trois départements de l'est des Pyrénées et dans l'Aveyron.
Suivant d'autres sources il serait présent en Eure-et-Loir, dans les départements de la région nord-est et dans les Alpes-Maritimes et Alpes-de-Haute-Provence.
Et ce serait le Fadet castillan, Coenonympha iphioides Staudinger, 1870 qui serait présent dans les Pyrénées-Orientales.

### Biotope
Il réside dans les prairies alpines.

### Protection
Il ne bénéficie pas de statut de protection particulier.